# Bantanges
Bantanges ist eine französische Gemeinde im Département Saône-et-Loire in der Region Bourgogne-Franche-Comté. Sie gehört zum Arrondissement Louhans und zum Kanton Cuiseaux. Die Gemeinde hat 566 Einwohner (Stand 1. Januar 2022), die Bantangeois, resp. Bantangeoises, genannt werden.

## Geografie

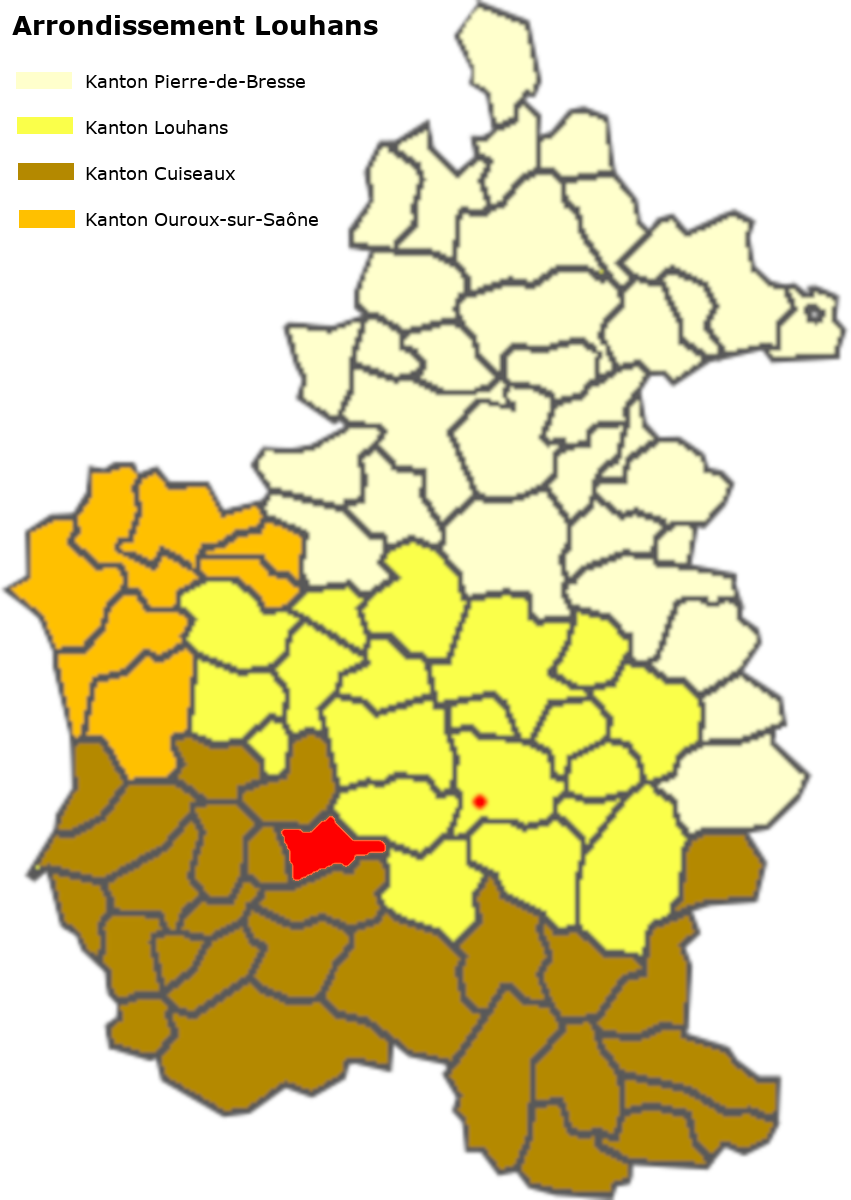
Lage der Gemeinde im Arrondissement Louhans

Bantanges liegt in der Landschaft Bresse, im Süden des Arrondissement Louhans, der westliche Weiler La Commagne ist mit dem Nachbarort Rancy zusammengewachsen. Die Gemeinde wird von der Departementsstraße D971. Die südliche Gemeindegrenze folgt den ausgeprägten Windungen der Sane-Morte, die auf diesem Abschnitt etliche Biefs aufnimmt, künstliche Wasserläufe, die der Bewirtschaftung der Étangs dienen. Die nördliche Grenze bildet die Seille. Das Gemeindegebiet ist schwach bewaldet, lediglich im Osten und Südwesten finden sich nennenswerte Waldgebiete. Zur Gemeinde gehören die folgenden Weiler und Fluren: le Bas-de-Bantanges, les Brûlets, la Buclière, les Cadolles, Champ-Potet, la Commagne, la Coussardière, les Dallemands, les Diots, les Fontenelles, Gizonges, les Grand-Bantanges, Grange-du-Bois, la Grange-Neuve, la Mare, les Molaises, le Morchet, la Petit-Buclière, les Petits-Bois, la Platière, le Port, la Ragée, les Rois, la Rue, le Tremblet, la Tuilerie, Villet.
Die Gemeinde liegt in einem recht heiklen Gebiet, indem die Gewässer, die sie durchqueren große Strecken des Jurafusses entwässern. Aus neuester Zeit werden folgende Naturkatastrophen vermerkt:
- Sturmschäden vom 6. – 10. November 1982
- Überschwemmungen und Murgang vom 8. – 31. Dezember 1982
- Überschwemmungen und Murgang vom 12. – 13. Mai 1983
- Überschwemmungen und Murgang vom 5. – 10. Oktober 1993
- Überschwemmungen und Murgang vom 24. – 26. Oktober 1999
- Erdbewegungen als Folge der Trockenheit und anschließendem Wasserausgleich vom 1. Juli – 30. September 2003

### Klima
Das Klima in Bantanges ist warm und gemäßigt. Es gibt das ganze Jahr über deutliche Niederschläge, selbst der trockenste Monat weist noch hohe Niederschlagsmengen auf. Die Klassifikation des Klimas nach Köppen und Geiger ist Cfb ((Gemäßigtes) Ozeanklima). Die Temperatur liegt im Jahresdurchschnitt bei 12,1 °C. Der wärmste Monat ist der Juli mit einer Durchschnittstemperatur von 21,2 °C, der kälteste der Januar mit 3,4 °C. Über ein Jahr verteilt summieren sich die Niederschläge auf 1121 mm, dabei ist der November mit 118 mm der niederschlagsreichste, während Juli als trockenster Monate 82 mm aufweist.
|                        | Jan | Feb | Mär  | Apr  | Mai  | Jun  | Jul  | Aug  | Sep  | Okt  | Nov  | Dez |   |      |
| Mittl. Temperatur (°C) | 3,4 | 4,1 | 7,6  | 11,3 | 15,1 | 19,3 | 21,2 | 20,8 | 17,1 | 13,0 | 7,5  | 4,2 | ⌀ | 12,1 |
| Mittl. Tagesmax. (°C)  | 6,4 | 7,8 | 12,1 | 15,8 | 19,5 | 24,0 | 25,9 | 25,6 | 21,6 | 17,0 | 10,6 | 7,0 | ⌀ | 16,2 |
| Mittl. Tagesmin. (°C)  | 0,8 | 0,7 | 3,4  | 6,5  | 10,4 | 14,3 | 16,4 | 16,1 | 12,9 | 9,4  | 4,6  | 1,7 | ⌀ | 8,1  |
|                        |     |     |      |      |      |      |      |      |      |      |      |     |   |      |
| Niederschlag (mm)      | 94  | 79  | 77   | 93   | 99   | 83   | 82   | 88   | 99   | 109  | 118  | 100 | Σ | 1121 |

| 0,8 |

| 0,7 |

| 3,4 |

| 6,5 |

| 10,4 |

| 14,3 |

| 16,4 |

| 16,1 |

| 12,9 |

| 9,4 |

| 4,6 |

| 1,7 |

| 0,8 |

| 0,7 |

| 3,4 |

| 6,5 |

| 10,4 |

| 14,3 |

| 16,4 |

| 16,1 |

| 12,9 |

| 9,4 |

| 4,6 |

| 1,7 |

## Toponymie
Bereits 833 wird in den Büchern der Abtei Cluny erwähnt: In pago Ludgunense, in villa Bandingas (deutsch: im Gau von Louhans, im Dorf Bandingas). 1155 wird die Capella de Vendangiis angeführt. Es ist also davon auszugehen, dass der Ort bereits zu gallo-römischer Zeit entstand und Bezug nimmt auf einen Besitzer jener Gegend, die demzufolge schon früh besiedelt war. Die 1155 erwähnte Kirche wurde offensichtlich im 16. Jahrhundert durch einen Neubau ersetzt, der im 19. Jahrhundert erweitert wurde. Sie ist heute dem Heiligen Vinzenz geweiht.

## Geschichte

### Die Herren von Bantanges
Die Herrschaft Bantanges war, wie die meisten Gebiete der Region Louhans, im Besitz der Familie de Vienne, ging dann über zu den d’Uxelles und am Ende des 16. Jahrhunderts zu den Saint-Clément de Taizé und an die Bretenières. 1662 schließlich kaufte Philippe Potet die Herrschaft. Er war Ritter, Maître des requêtes, Königlicher Rat. Zu seiner Zeit, nämlich 1675, wurde Bantanges zum Marquisat erhoben.
Sein Sohn, Jean-Baptiste Potet, verlor die Herrschaft 1696, so wie auch die Baronie Saint-Germain-du-Plain, an seinen Gläubiger, François Guyet, Baron von La Faye, Herr von Charangeroux, Rupt und La Vicheresse. Er war Finanzintendant von Lyon und Béarn, Gouverneur von Louhans, das 1722 zur Grafschaft erhoben wurde. Er ließ Bantanges  wiederum in ein Marquisat erheben, jedoch in ein erbliches. Das herrschaftliche Schloss stand in Dallemand (Weiler ca. 1,9 Kilometer südöstlich des Bourg an der D101 Route des Dallemands) und wurde zu Beginn des 18. Jahrhunderts erbaut. Er war verheiratet mit Claude Quarré de Château-Regnault d’Aligny.
Die Guyets hinterließen eine Tochter, Philiberte Thérèse († 1774), verheiratet mit Ritter Jérôme Chamillart († 1728), Comte von Chamillart, Maréchal de camp.
Nach ihrer Verwitwung gehörte Madame de Chamillart das Marquisat Bantanges, die Baronien Saint-Germain-du-Plain und Ouroux, daneben besaß sie die Kastellanei von Sagy, die Herrschaften von Charangeroux, Rupt, la Vicheresse, Simandre, La Vanoise und Saint-Étienne-en-Bresse, die sie dem Grafen von Chatenay, Herr von Saint-Vincent, abgekauft hatte.
 Die Gräfin Chamillart wohnte oft auf ihrem Schloss Dallemand und kam bei Gelegenheit in ihre Stadt Louhans. Sie wurde stets mit Marmeladen, Sirupen und Wein beschenkt, tat aber auch viel Gutes für die Stadt, namentlich das Spital und die Charité.
Die Marquise starb 1774 ohne Erben, die Ruinen des Schlosses wurden für den Bau der Mühle Dallemand verwendet und die Herrschaft ging an ihren Neffen, Antoine-Jean Gagne de Perrigny (* 30. September 1714, † 13. Juni 1783). Er war Kammerpräsident am Parlement von Burgund, Maître des requêtes in Paris, der vierte Marquis von Bantanges, der dritte Comte de Louhans und Herr von Perrigny-lès-Dijon.
Testamentarisch hatte die Gräfin de Chamillart einen Ersatzerben bestimmt. Nachdem Antoine-Jean Gagne de Perrigny 1783 ohne männlichen Nachkommen verstorben war, fiel die Erbschaft an den Sohn ihres Schwagers, Bénigne Le Gouz (* 4. März 1719, † 21. August 1800), Erster Präsident am Parlement von Burgund, Herr von Saint-Seine, la Tour d’Is, Jancigny, Rosières, Magny-sur-Tille und Gerland.
Ein Teil von Bantanges gehörte zur Baronie von Montpont, im Weiler Grande-Buclière bestand eine Burg über der Sâne Morte. Es muss sich um eine wichtige Burg gehandelt haben, angesichts der zahlreichen Trümmer, die gefunden wurden und dem heute eingeebneten Wassergraben (nach Guillemaut, Armoiries).
Diese Burg gehörte Mitte des 17. Jahrhunderts Charles de Thoisy, Ecuyer, Herr von Rancy, Molaise, La Buclière, Grannod, Joudes und Vilars, verheiratet 1644 mit Jeanne de Durestal, in zweiter Ehe 1665 mit Claudine de Thorel († 1686). Später gelangte die Herrschaft an Madame de Chamillart.
Mit der Französischen Revolution 1789 wurden die Vorrechte des Adels abgeschafft, sie behielten lediglich noch ihre Titel.

### Heraldik
2008 wurde der Gemeinde erlaubt, das Wappen der Guyet-Chamillart als Gemeindewappen zu tragen: In Blau pfahlweise zwei goldene Sparren, im Schildfuß eine liegende silberne Mondsichel. Im Gegensatz zur Originalblasonierung wird beim Gemeindewappen das Wappen der Guyet mit rotem Bord verwendet.

## Bevölkerung
| Bantanges: Einwohnerzahlen von 1793 bis 2020 | Bantanges: Einwohnerzahlen von 1793 bis 2020 | Bantanges: Einwohnerzahlen von 1793 bis 2020 | Bantanges: Einwohnerzahlen von 1793 bis 2020 | Bantanges: Einwohnerzahlen von 1793 bis 2020 |
| --- | -------------------------------------------- | -------------------------------------------- | -------------------------------------------- | -------------------------------------------- |
| Jahr |                                              |                                              |                                              | Einwohner                                    |
| 1793 | 1793                                         |                                              | 580                                          | 580                                          |
| 1800 | 1800                                         |                                              | 677                                          | 677                                          |
| 1806 | 1806                                         |                                              | 659                                          | 659                                          |
| 1821 | 1821                                         |                                              | 668                                          | 668                                          |
| 1831 | 1831                                         |                                              | 700                                          | 700                                          |
| 1836 | 1836                                         |                                              | 784                                          | 784                                          |
| 1841 | 1841                                         |                                              | 792                                          | 792                                          |
| 1846 | 1846                                         |                                              | 849                                          | 849                                          |
| 1851 | 1851                                         |                                              | 846                                          | 846                                          |
| 1856 | 1856                                         |                                              | 855                                          | 855                                          |
| 1861 | 1861                                         |                                              | 857                                          | 857                                          |
| 1866 | 1866                                         |                                              | 875                                          | 875                                          |
| 1872 | 1872                                         |                                              | 878                                          | 878                                          |
| 1876 | 1876                                         |                                              | 883                                          | 883                                          |
| 1881 | 1881                                         |                                              | 917                                          | 917                                          |
| 1886 | 1886                                         |                                              | 948                                          | 948                                          |
| 1891 | 1891                                         |                                              | 981                                          | 981                                          |
| 1896 | 1896                                         |                                              | 985                                          | 985                                          |
| 1901 | 1901                                         |                                              | 968                                          | 968                                          |
| 1906 | 1906                                         |                                              | 942                                          | 942                                          |
| 1911 | 1911                                         |                                              | 910                                          | 910                                          |
| 1921 | 1921                                         |                                              | 832                                          | 832                                          |
| 1926 | 1926                                         |                                              | 871                                          | 871                                          |
| 1931 | 1931                                         |                                              | 783                                          | 783                                          |
| 1936 | 1936                                         |                                              | 745                                          | 745                                          |
| 1946 | 1946                                         |                                              | 685                                          | 685                                          |
| 1954 | 1954                                         |                                              | 670                                          | 670                                          |
| 1962 | 1962                                         |                                              | 675                                          | 675                                          |
| 1968 | 1968                                         |                                              | 647                                          | 647                                          |
| 1975 | 1975                                         |                                              | 574                                          | 574                                          |
| 1982 | 1982                                         |                                              | 552                                          | 552                                          |
| 1990 | 1990                                         |                                              | 477                                          | 477                                          |
| 1999 | 1999                                         |                                              | 446                                          | 446                                          |
| 2009 | 2009                                         |                                              | 570                                          | 570                                          |
| 2014 | 2014                                         |                                              | 557                                          | 557                                          |
| 2020 | 2020                                         |                                              | 546                                          | 546                                          |
| Quelle(n): EHESS/Cassini bis 2006, ab 2009 INSEE Anmerkung(en): • Ab 1962 offizielle Zahlen ohne Einwohner mit Zweitwohnsitz • Höchste Einwohnerzahl 1896 mit 985, tiefste Einwohnerzahl 1999 mit 446 (45,3 % vom Maximum) |                                              |                                              |                                              |                                              |

| Bevölkerungsstruktur | Anzahl Einwohner | männlich | weiblich | davon Ausländer | Anteil % |
| -------------------- | ---------------- | -------- | -------- | --------------- | -------- |
|                      | 556              | 291      | 265      | 24              | 4,3      |

| Männer | Alterstufe | Frauen |
| ------ | ---------- | ------ |
| 1      | 90 + älter | 7      |
| 22     | 75–89      | 30     |
| 78     | 60–74      | 66     |
| 56     | 45–59      | 52     |
| 45     | 30–44      | 45     |
| 39     | 15–29      | 29     |
| 49     | 0–14       | 36     |

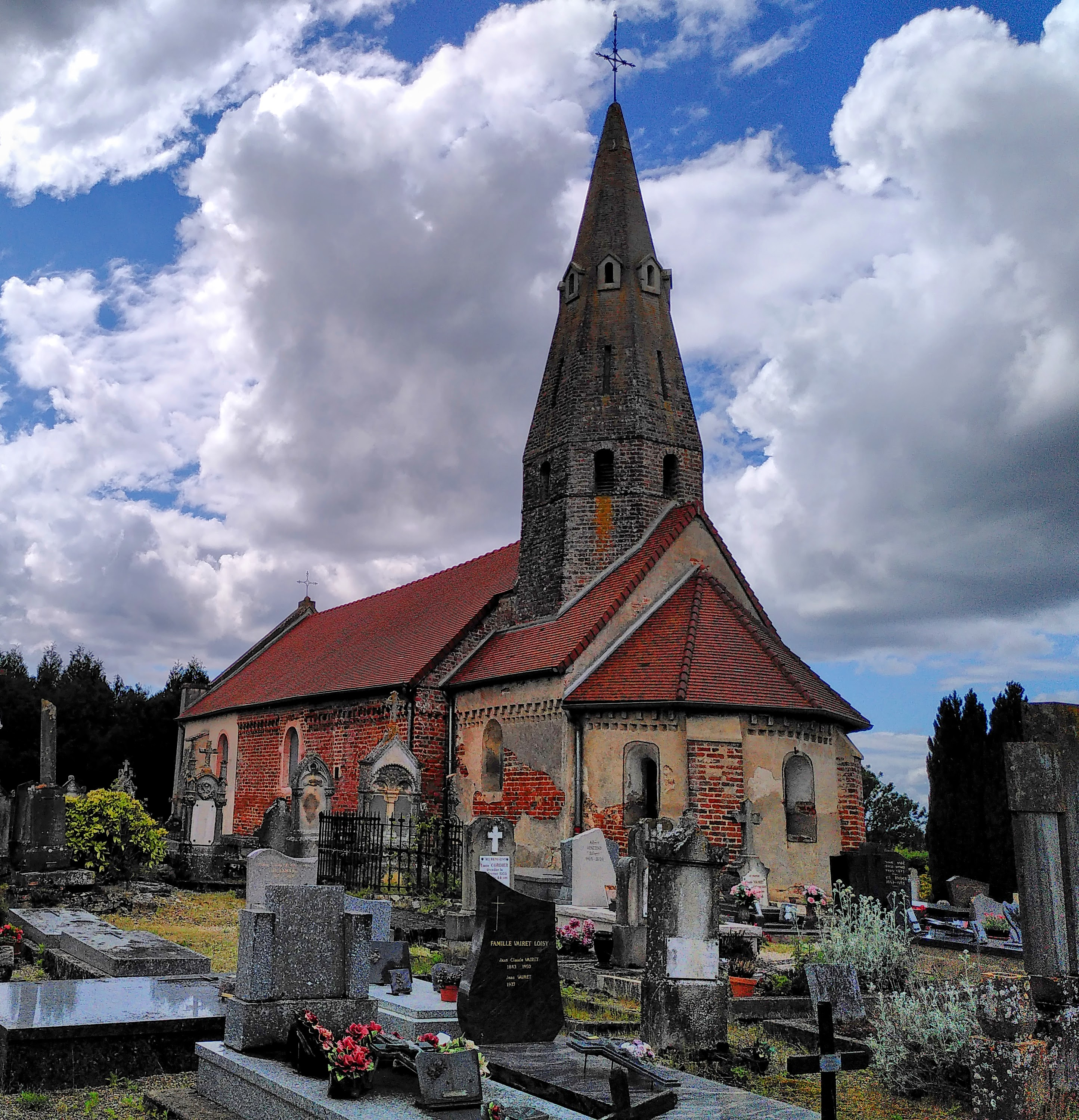
Kirche Saint-Vincent von Bantanges

Die Bevölkerungsstruktur zwischen Männern und Frauen weist einen Überhang zugunsten der Männer auf, sie machen 52,3 % der Bevölkerung aus. Dabei sind 44 % der Bevölkerung jünger als 45 Jahre. Demgegenüber sind 37 % der Bevölkerung über 60 Jahre alt und damit im Rentenalter.
| Wohnstruktur               | Anzahl Wohneinheiten | davon Häuser | Wohnungen | sonstige |
| -------------------------- | -------------------- | ------------ | --------- | -------- |
|                            | 321                  | 295          | 12        | 14       |
| davon Hauptwohnsitz        | 246                  |              |           |          |
| Zweit- oder Ferienwohnsitz | 44                   |              |           |          |
| vakant                     | 31                   |              |           |          |

## Kultur und Sehenswürdigkeiten
- Lourdesgrotte, erstellt 1929

## Wirtschaft und Infrastruktur

### Unternehmen, Betriebe, Ladengeschäfte und Einrichtungen
In der Gemeinde befinden sich nebst Mairie und Kirche folgende Unternehmen nach Branchen:
| Branche                                                           | Anzahl Betriebe |
| ----------------------------------------------------------------- | --------------- |
| Industrie und verarbeitendes Gewerbe                              | 1               |
| Baugewerbe                                                        | 1               |
| Groß- und Einzelhandel, Verkehr, Beherbergung und Gastronomie     | 8               |
| Information und Kommunikation                                     |                 |
| Finanz- und Versicherungsdienstleistungen                         |                 |
| Grundstücks- und Wohnungswesen                                    | 1               |
| Freiberufliche, wissenschaftliche und technische Dienstleistungen | 9               |
| Öffentliche Verwaltung, Unterricht, Gesundheits- und Sozialwesen  | 2               |
| Sonstige Dienstleistungen                                         | 4               |
| Land- und Forstwirtschaftsbetriebe                                | 6               |

In der Gemeinde befinden sich ein Lebensmittelladen und ein Coiffeursalon, ferner ein Bauhandwerksbetrieb und eine Schreinerei/Zimmerei. Im Ort befindet sich ein Fußballplatz, ein Sportplatz/-halle, ein Logopädische Praxis und eine Hebamme, eine Gîte und eine Post. Mit den Gütern des täglichen Bedarfs versorgen sich die Einwohner in Louhans in knapp 10 Kilometer Entfernung.

### Geschützte Produkte in der Gemeinde
Als AOC-Produkte sind in Bantanges Volaille de Bresse und Dinde de Bresse zugelassen, ferner Crème et beurre de Bresse.

### Bildungseinrichtungen
In der Gemeinde besteht eine École primaire (École maternelle und École élémentaire), die der Académie de Dijon untersteht und von 42 Kindern besucht wird. Für die Schule gilt der Ferienplan der Zone A.